# Esteban Guardiola Amorós
Esteban Guardiola Amorós  (* 1780 in Tarragona, Katalonien; † nach 1850 in León (Nicaragua)) war vom 29. September bis 18. Dezember 1821 Intendente der Provinz Tegucigalpa, einem Gebiet, das zeitweise etwa dem heutigen Honduras entsprach.

## Leben
Esteban Guardiola Amorós war zwischen 1805 und 1809 nach Honduras aus Katalonien als Bergbaufachmann eingewandert. Er war von dem Haciendero und Mineneigentümer Capitán de las Milicias de Su Majestad Francisco de Gardela (* 1768) zur Einwanderung überzeugt worden. Er wurde Mineneigentümer in Santa Rosa del Peñón und starb in der zweiten Hälfte des 19. Jahrhunderts. Esteban Guardiola Amorós war der Vater von José Santos Guardiola Bustillo.